# Aya Irizuki
Aya Irizuki (jap. 入月 絢, Irizuki Aya; * 6. Juli 1983 in der Präfektur Kanagawa) ist eine japanische Schauspielerin und Butoh-Tänzerin.

## Leben
Die 1983 in Kanagawa geborene Aya Irizuki nahm bereits in ihrer Kindheit Unterricht in bildender Kunst und Ballett. 2001 besuchte sie das Asbestos Studio, wo der japanische Ausdruckstanz Butoh in den 1960er Jahren von Tatsumi Hijikata erfunden wurde. Von 2002 bis 2006 studierte sie an der Fakultät für Bildende Kunst der Tokyo University of the Arts (Tokyo Geijutsu Daigaku).
Im deutschsprachigen Raum wurde Aya Irizuki mit der Rolle der Yu neben den Hauptdarstellern Elmar Wepper und Hannelore Elsner in dem Doris-Dörrie-Film Kirschblüten – Hanami aus dem Jahr 2007 bekannt. 2008 war sie Solotänzerin im Ensemble Origin Japan in der Carnegie Hall in New York. 2013 trat sie mit der Soloshow Lizard Queen in Berlin auf. Mit Unterstützung durch die Yoshino Gypsum Art Foundation wurde Aya Irizuki 2014 ein dauerhafter Aufenthalt in Deutschland ermöglicht. In dem 2016 erschienenen Film Grüße aus Fukushima wirkte sie neben Hauptdarstellerin Rosalie Thomass in einer weiteren Doris Dörrie-Produktion mit. In Doris Dörries 2019 erschienenen Film Kirschblüten & Dämonen, einem Fortsetzungsfilm von Kirschblüten - Hanami, spielte Aya Irizuki in der weiblichen Hauptrolle erneut die Figur der Yu.